# Priapulus
Priapulus (лат.) — род морских червей из класса приапулид.

## Описание
Червеобразные организмы, длина до 20 см. Обитают на морском дне (илистые грунты) на глубинах от прибрежной литорали до 8000 м. Питание смешанное с преобладанием хищничества. Холодноводные циркумполярные виды. На туловище 40—50 кольцевых аннул; зубы гребенчатые.

## Классификация
Современное название роду было дано в 1816 году французским натуралистом Жаном Батистом Ламарком, который, как и его предшественники, считал Priapulus представителем иглокожих.
Род включает 3 вида:
- Priapulus abyssorum Menzies, 1959[3]
- Priapulus caudatus de Lamarck, 1816typus
  - = Priapus humanus Linnaeus, 1758
  - = Holothuria priapus Linnaeus, 1767
- Priapulus tuberculatospinosus Baird, 1868[4]